# キャンディス・アッコラ
キャンディス・アッコラ （英語: Candice Accola, 1987年5月13日 - ）は、アメリカ合衆国の女優、歌手。

## 来歴

### 生い立ち
アメリカ合衆国・テキサス州ヒューストンにて生まれ、フロリダ州のエッジウッドで育った。父親のケヴィンは胸部心臓外科医師、母親のキャロリンは元環境エンジニアで現在は主婦である。両親は地元の共和党における積極的なメンバーである。一人弟がいる。2005年、高校を卒業した。

### 女優
2007年、映画『Pirate Camp』で女優デビュー。その後、テレビシリーズ『ママと恋に落ちるまで』、 『スーパーナチュラル』、『GREEK～ときめき★キャンパスライフ』にゲスト出演。また、映画では『オン・ザ・ドール』、『Juno, Deadgirl』、『X's & O's』などに出演している。プロシンガーとして『ハンナ・モンタナ ザ・コンサート 3D』、『ハンナ・モンタナ/ザ・ムービー』などでバッキング・ボーカルを務めた。彼女は、キャロライン・フォーブス役で『ヴァンパイア・ダイアリーズ』に出演している。

### シンガー
16歳の頃、ロサンゼルスに渡り、その6ヶ月後、レコード会社と契約した。2006年12月、12曲の楽曲を含むアルバム『It’s Always the Innocent Ones』で、デビュー。2008年10月3日には、同CDがスピニングよりリリースされ、日本デビューも果たした。

## 私生活
彼女は、『ヴァンパイア・ダイアリーズ』の共演者マイケル・トレヴィーノ、イアン・サマーホルダーとともに多くのサポーターの一人としてThe Trevor Projectによるイット・ゲッツ・ベター・プロジェクトに参加している。プロジェクトの目標はLGBTの若者の自殺防止である。
2014年、ロックバンド「The Fray」のギタリストのジョー・キングと結婚。2016年1月、長女Florence May Kingを出産。2020年12月、次女のJosephine Juneを産んだ。2022年6月、離婚が成立したことが報じられた。 

## 主な出演作品
| 年度      | 映画/テレビ                                                                                  | 役名                     | ノート                             |
| --------- | -------------------------------------------------------------------------------------------- | ------------------------ | ---------------------------------- |
| 2007      | Pirate Camp                                                                                  | アナリサ / トム          | [ 13 ]                             |
| 2007      | ママと恋に落ちるまで How I Met Your Mother                                                   | エイミー                 | エピソード: "Something Borrowed"   |
| 2007      | JUNO/ジュノ Juno                                                                             | アマンダ                 |                                    |
| 2007      | オン・ザ・ドール On the Doll                                                                 | メロディ                 |                                    |
| 2007      | X's & O's                                                                                    | グウェンの友達           |                                    |
| 2008      | デッドガール Deadgirl                                                                        | ジョアン                 |                                    |
| 2008      | ハンナ・モンタナ ザ・コンサート 3D Hannah Montana & Miley Cyrus: Best of Both Worlds Concert | 本人役                   | バッキング・ボーカル               |
| 2009      | スーパーナチュラル Supernatural                                                              | アマンダ・ヘッカーリング | エピソード: "After School Special" |
| 2009      | GREEK～ときめき★キャンパスライフ Greek                                                       | アリス                   | エピソード: "Isn't It Bro-mantic?" |
| 2009      | ハンナ・モンタナ/ザ・ムービー Hannah Montana: The Movie                                      | 本人役                   | バッキング・ボーカル               |
| 2009      | Kingshighway                                                                                 | ソフィア                 |                                    |
| 2009      | The Truth About Angels                                                                       | ケイトリン・ストーン     |                                    |
| 2009–現在 | ヴァンパイア・ダイアリーズ The Vampire Diaries                                               | キャロライン・フォーブス | レギュラー出演                     |
| 2010      | 私はラブ・リーガル Drop Dead Diva                                                            | ジェシカ                 | エピソード: "Begin Again"          |
| 2012      | Dating Rules From My Future Self                                                             | クロエ・カニンガム       | レギュラー出演                     |
| 2017-     | 宇宙探査艦オーヴィル The Orville                                                             | ソラナ・キタン           | 2エピソード                        |
| 2020      | アフター -壊れる絆- After We Collided                                                        | キンバリー               |                                    |

## ディスコグラフィ

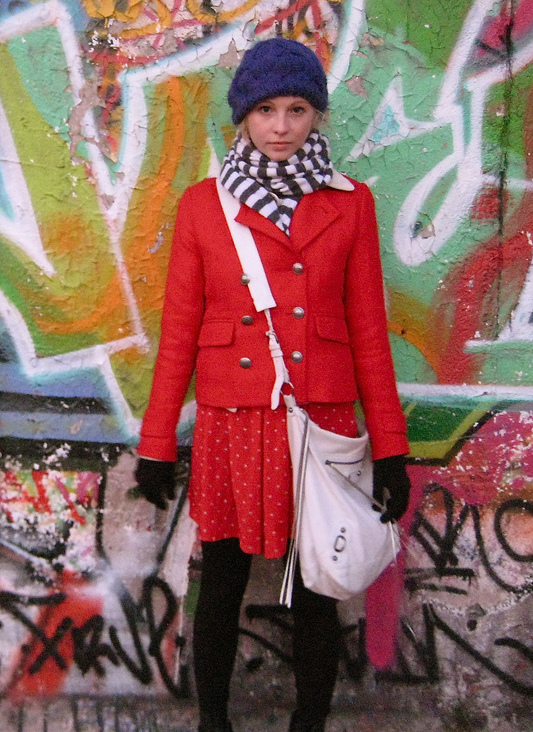
キャンディス・アッコラ（2008年）

### アルバム
- イッツ・オールウェイズ・ジ・イノセント・ワンズ It’s Always the Innocent Ones （日本版：2008年10月3日リリース）
  - "Our break up song" - 3:03
  - "Hard to say goodbye" - 3:32
  - "Mercy of love" - 2:47
  - "Wrong to Be in Love" - 3:24
  - "Perfect tragedy" - 2:50
  - "Some girls" - 3:29
  - "Started" - 3:54
  - "Sweet jealously" - 3:28
  - "Voices carry" - 4:20
  - "Welcome to the real world" - 2:46
  - "Why don't you stay" - 3:17
  - "Yesterday is gone" - 3:00
  - "Drink To My Freedom"  日本版のみ
  - "Something To Say"  日本版のみ